# Claude Victor-Perrin, Duc de Belluno
Claude Victor-Perrin, Đệ nhất Công tước của Belluno (7 tháng 12 năm 1764 – 1 tháng 3 năm 1841) là một người lính Pháp và nhà lãnh đạo quân sự trong cuộc cách Mạng Pháp và Chiến tranh Napoleon. Ông được phong hàm Thống chế vào năm 1807 bởi Hoàng đế Napoleon.

## Tiểu sử
Ông sinh ra ở xã Lamarche thuộc tỉnh Vosges, ông là con trai của ông Charles Perrin và bà Marie Anne Floriot, cháu nội của ông Charles Perrin (cha) và bà Gabrielle Guerin sinh năm 1696 và là chắt của ông Pierre Perrin và bà Anne Louvière. Năm 1781 ông nhập ngũ với tư cách là một binh nhì, và 10 năm phục vụ ông giải ngũ và định cư ở Valence. Không lâu sau ông gia nhập quân tình nguyện ở địa phương và tự nguyện tham gia chiến tranh ở vùng biên giới Alpine, chưa đầy 1 năm ông đã lên chức chỉ huy một tiểu đoàn. Ở Drôme, Valence, vào ngày 16 tháng 15 1791 ông cưới Jeanne Josepine Muguet, người mà ông đã có con với và các dòng dõi của ông chấm dứt vào năm 1917

## Hoạt động quân sự

### Chiến tranh Cách mạng Pháp
Vì sự dũng cảm của ông trong cuộc vây hãm ở Toulon năm 1793, ông đã được phong lên đến hàm Chuẩn tướng. Sau đó ông đã phục vụ một thời gian với quân đoàn ở phía Đông Pyrenees và chiến dịch Italy năm 1796 - 1799, ông đã làm tròn nghĩa vụ ở Mondovì, Rovereto và Mantua, vì thế ông được phong lên hàm Trung tướng.
Sau khi chỉ huy thêm một thời gian cho lực lượng ở tòa thị chính thuộc tỉnh Vendée, ông một lần nữa được triệu tập ở Ý, nơi mà ông đã thể hiện rất tốt nhiệm vụ chống lại quân của Giáo hoàng và đóng một vai trò quan trọng trong trận Marengo. Năm 1802, ông được bầu làm thống đốc của cộng đồng Pháp tại Louisiana trong một thời gian ngắn, năm 1803 ông chỉ huy quân đội Batavian (Hà Lan cũ), sau đó ông điều hành khoảng 18 tháng (1805 - 1806) ở nhà toàn quyền Pháp ở Copenhagen. Cũng năm đó ông tái hôn vào tháng 6 tại 's-Hertogenbosch với Julie Vosch van Avesaat (1781 - 1831), người mà ông đã có một đứa con gái đã chết trước khi kết hôn và không có con cái.

### Chiến tranh Napoleon
Trên sự bùng nổ thù địch với nước Phổ (Chiến tranh Liên minh lần thứ tư), ông đã gia nhập quân đoàn V Army Corps với tư cách là Tham mưu trưởng dưới sự chỉ huy của Thống chế Jean Lannes. Ông tham chiến tại các trận Saalfeld vàJena, ở Friedland ông chỉ huy quân đoàn I Corps, vì thế ông được Hoàng đế Napoleon phong hàm Thống chế.
Sau khi diễn ra hòa ước Tilsit, ông trở thành thị trưởng của Berlin và đến năm 1808 ông được phong làm bá tước của Belluno (danh hiệu này đã bị hủy bỏ vào năm 1853). Cùng năm đó ông được điều động tới Tây Ban Nha, nơi ông đã đóng vai trò nổi bật ở chiến tranh Peninsular (tiêu biểu là chống lại Blake ở trận Espinosa,sau đó là trận Talavera, Barrosa và Cádiz), cho đến khi ông lãnh đạo một quân đoàn xâm lược nước Nga vào năm 1812. Nhiệm vụ quan trọng nhất của ông ở đây là bảo vệ một quân đoàn đã rút lui tại cuộc băng qua sông Berezina
Ông đóng một vai trò tích cực trong các cuộc chiến tranh năm 1813 - 1814, cho đến khi vào tháng 2 năm 1814, ông đã đến quá trễ tại Montereau-sur-Yonne. Kết quả là đã xảy ra một cảnh buộc tội tàn bạo và ông nhận rất nhiều sự chỉ trích từ Hoàng đế, người đã tước quyền lãnh đạo của ông cho Gérard. Điều đó khiến ông ảnh hưởng rất lớn đến lòng tự ái của ông, ông quyết định sẽ đặt sự trung thành của mình vào nhà Bourbon, và đến tháng 12 năm 1814 thì nhận lệnh từ vua Louis XVIII là chỉ huy quân đoàn thứ 2. Năm 1815, trong sự trở lại của Napoleon từ Elba, Victor đã hộ tống vua Louis XVIII tới Ghent.

## Nhà Bourbon phục hoàng
Khi sự phục hoàng lần hai đã theo trận Waterloo, ông được phong quý tộc Pháp. Ông trở thành người đứng đầu một Ủy ban chuyên kiểm tra tư cách của các sĩ quan trong thời kì vương triều trăm ngày và loại bỏ những người không theo Napoleon. Năm 1821 ông được phong làm Bộ trưởng chiến tranh và giữ chức vụ này trong 2 năm. Năm 1930 ông là trung tướng của quân đội Hoàng gia và sau Cách mạng tháng 7 ông nghỉ hưu trở về một cuộc sống riêng tư bình thường. Ông qua đời ở Paris vào ngày 1 tháng 3 năm 1841. Bài luận văn của ông về thời kì 1793 - 1800 đã được xuất bản (Paris, 1846).

## Đời sống cá nhân
Ông kết hôn lần đầu tiên vào tháng 5 năm 1791 với Jeanne-Josephine Muguet và đã có bốn người con:
- Victorine (1792–1822)
- Charles (1795–1827)
- Napoleon-Victor (1796–1853)
- Eugene (1799–1852)

Ông tái hôn vào tháng 6 năm 1803 với Julie Vosch van Avesaet (1781–1831) và có một người con gái:
- Stephanie-Josephine (1805–1832)

## Giai thoại
Victor có rất nhiều tài chỉ huy quân sự. Ông là một nhà tổ chức và chiến thuật xuất sắc. Trong khoảng thời gian ở Tây Ban Nha, ông đã đánh bại toàn bộ quân Tây Ban Nha với Cannae như một vỏ bọc và còn đánh cho Wellington phải giảng hòa tại Talavera. Tuy nhiên ông là một nhà chiến lược khá tự ti, thường sợ phải mạo hiểm. Nhưng dù gì đi nữa ông cũng đã sáng kiến ra nhiều phát triển trong thế trận và thực thi nó xuyên suốt sự nghiệp của ông. Ở sông Beresina năm 1812,  ông đã thực hiện xuất sắc phòng thủ đảo ngược trên dốc cho thấy rằng ông đã học được nhiều từ Wellington.